# Camila Rodrigues
Camila Minosso Rodrigues (Santo André, 23 de agosto de 1983) es una actriz brasileña. Es conocida por sus papeles de Nefertari en la telenovela Moisés y los Diez Mandamientos y Sophia Alencar en Topíssima.

## Biografía
Antes de emprender su carrera como actriz, estudió moda en la universidad, pero terminó abandonando los estudios cuando se dio cuenta de que su vocación era ser actriz. Se graduó en la escuela de teatro Casa das Artes de Laranjeiras (CAL).
Comenzó su carrera en 2005 en TV Globo, cuando interpretó al personaje Mariana de Oliveira («Mari»), hermana de la protagonista Sol en la telenovela  América.
Su debut cinematográfico fue en 2006 en la película O Cavaleiro Didi e a Princesa Lili, donde interpretó a Lili ya adulta.
Luego de su debut televisivo, participó en producciones como Sitio do Pica-Pau Amarelo, Deseo prohibido y Malhação.
Años después, en 2012, firmó contrato con Record TV. A partir de entonces, participó en varios proyectos, ganando fama internacional con su personaje Nefertari en la serie Moisés y los Diez Mandamientos. Además, también presentó Família Record, el especial de fin de año de Record, en 2016 junto a Sérgio Marone y participó de la 4.ª temporada de Dancing Brasil en 2018.
En 2019, inicialmente fue elegida para protagonizar la miniserie Jezabel, pero optó por unirse al elenco de Topíssima, donde interpretó al personaje Sophia Alencar. En la trama interpretó a una empresaria rica, exitosa e independiente, siendo este su primer protagónico en una telenovela. El personaje, inspirado en la ejecutiva interpretada por Sandra Bullock en la película The Proposal, destacó por su perfil de mujer empoderada, adicta al trabajo, pero retratada con ligereza y humor. Su actuación fue elogiada, especialmente por su química en pantalla con el actor Felipe Cunha, su compañero romántico en la historia. En 2020, la actriz repitió brevemente el papel en una aparición especial en la telenovela Amor sem Igual.
Al año siguiente, fue elegida como la antagonista principal de la tercera fase de la novela épica Génesis, lo que marcó su regreso al género bíblico después de seis años. En la trama, interpretó a Nadi, un personaje ambicioso y manipulador, destacando sus estrategias de seducción con el objetivo de lograr sus objetivos. En 2022, fue invitada a unirse al elenco de la telenovela Reyes, pero terminó abandonando el proyecto debido a su embarazo, siendo reemplazada por Francisca Queiroz. Dos años después, regresó a Record TV para interpretar a la antagonista de la serie A Rainha da Pérsia, en el papel de la preina persa Vasti, reimaginada en esta nueva versión bajo el nombre de Améstris.

## Vida personal
Durante el rodaje de América en 2005, comenzó a salir con el actor Bruno Gagliasso. La pareja se casó en agosto de 2006. Anunciaron su separación en marzo de 2008, y el divorcio fue finalizado ese mayo. Rodrigues comenzó a salir con el empresario Roberto Costa a principios de 2011, y la pareja se casó en octubre de 2012; anunciaron su divorcio en septiembre de 2016 después de separarse en abril del mismo año.
El 1 de junio de 2022, Rodrigues anunció en sus redes sociales su embarazo. Dio a luz a su primer hijo el 6 de noviembre de 2022, fruto de su relación con el empresario Vinicius Campanario.

## Filmografía

### Televisión
| Año     | Título                         | Papel                                   | Notas                                         | Ref.   |
| ------- | ------------------------------ | --------------------------------------- | --------------------------------------------- | ------ |
| 2005    | América                        | Mariana de Oliveira (Mari)              |                                               | [ 18 ] |
| 2006    | Sítio do Picapau Amarelo       | Fada Lua                                | Episodios: «14-17 de agosto»                  |        |
| 2006    | Dom                            | Manu                                    | Especial de fin de año de Rede Globo          |        |
| 2007    | Amazônia                       | Ciça                                    |                                               | [ 18 ] |
| 2007    | Deseo prohibido                | Guilhermina Mendonça                    |                                               | [ 18 ] |
| 2007–09 | Malhação                       | Prof. Teresa Lopes                      |                                               | [ 18 ] |
| 2012    | Rei Davi                       | Merabe                                  |                                               |        |
| 2013    | José de Egipto                 | Tamar                                   |                                               |        |
| 2013    | Tá Tudo em Casa                | Ritinha                                 | Especial de fin de año de Rede Record         |        |
| 2014    | Milagros de Jesís              | Ioná                                    | Episodio: «A Cura do Paralítico de Cafarnaum» |        |
| 2014    | Plano Alto                     | Melissa                                 |                                               |        |
| 2015    | Moisés y los Diez Mandamientos | Nefertari                               |                                               | [ 19 ] |
| 2016    | Família Record                 | Presentadora                            | Especial de fin de año de Rede Record         |        |
| 2017    | Sem Volta                      | Juliana Parnasio Coelho                 |                                               |        |
| 2017    | Belaventura                    | Princesa Carmona Montebelo e Luxemburgo |                                               |        |
| 2018    | Dancing Brasil                 | Participante (7.º lugar)                | Temporada 4                                   |        |
| 2019    | Topíssima                      | Sophia Loren Alencar                    |                                               |        |
| 2020    | Amor sem Igual                 | Sophia Loren Alencar                    | Episodio: «20 de fevereiro»                   |        |
| 2021    | Génesis                        | Nadi                                    |                                               | [ 20 ] |
| 2024    | A Rainha da Pérsia             | Améstris, reina de Persia/Vasti         |                                               | [ 21 ] |
| 2024    | Neemias                        | Améstris, reina de Persia/Vasti         | Episodio: «30 de setembro»                    |        |

### Cine
| Año  | Película                           | Personaje              | Notas        | Ref.   |
| ---- | ---------------------------------- | ---------------------- | ------------ | ------ |
| 2006 | O Cavaleiro Didi e a Princesa Lili | Princesa Lili (adulta) |              | [ 18 ] |
| 2013 | A Garota Mais Estranha do Mundo    | Sí misma               | Cortometraje |        |
| 2016 | Os Dez Mandamentos - O Filme       | Nefertari              |              |        |
| 2016 | Milagres de Jesus - O Filme        | Ioná                   |              |        |
| 2016 | O Último Virgem                    | Jacqueline (Jaque)     |              |        |

## Teatro
| Año     | Título                        | Personaje        | Ref.          |
| ------- | ----------------------------- | ---------------- | ------------- |
| 2006    | Aldeia dos Ventos             | Princesa Desirée | [ 22 ]        |
| 2006    | Beijos de Verão               | Clara            |               |
| 2007    | O Baile                       | Amelia           | [ 22 ]        |
| 2008    | Vida a beira mar              | Rosa             | [ 22 ]        |
| 2010-11 | Decameron - A Comédia do Sexo | Nilda Ferreira   | [ 23 ]        |
| 2013    | Pequeno Dicionário Amoroso    | Marta            | [ 18 ] [ 24 ] |
| 2015    | Os Homens não Menstruam       | Elanda           | [ 25 ]        |

## Premios y nominaciones
| Año  | Premio                | Categoría    | Título                         | Resultado | Ref.   |
| ---- | --------------------- | ------------ | ------------------------------ | --------- | ------ |
| 2016 | Troféu Internet       | Mejor Actriz | Moisés y los Diez Mandamientos | Nominada  |        |
| 2019 | Prêmio Contigo!       | Mejor Actriz | Topíssima                      | Nominada  | [ 26 ] |
| 2019 | Prêmio Notícias de TV | Mejor Actriz | Topíssima                      | Nominada  | [ 27 ] |
| 2019 | Prêmio Área VIP       | Mejor Actriz | Topíssima                      | Nominada  | [ 28 ] |